# 徐彦若
徐 彦若（じょ げんじゃく、生年不詳 - 901年）は、唐代の官僚・政治家。字は兪之。本貫は河南府偃師県。

## 経歴
咸通12年（871年）、進士に及第した。乾符元年（874年）、吏部員外郎から長安県令となった。乾符5年（878年）、尚書郎のまま知制誥となり、正式に中書舎人に任じられた。文徳元年（888年）、昭宗が即位すると、彦若は御史中丞となった。大順2年（891年）、戸部侍郎・同中書門下平章事（宰相）となった。検校戸部尚書に進んだ。景福2年（893年）、李茂貞に代わって鳳翔隴右節度使とされた。しかし李茂貞が交代を受け入れなかったため、彦若は再び知政事（宰相）となった。のちに兵部侍郎に転じ、御史大夫となった。乾寧元年（894年）、中書侍郎・同平章事となった。尚書左僕射・監修国史を兼ねた。乾寧2年（895年）、昭宗に従って石門に避難した。長安に帰ると、彦若は開府儀同三司の位を加えられ、司空を代行し、斉国公に封じられた。太清宮使・修奉太廟使をつとめ、弘文館大学士を加えられ、「扶危匡国致理功臣」の名を賜った。乾寧3年（896年）、昭宗が華州に避難すると、彦若は長安の留守をつとめた。光化元年（898年）、司徒となった。光化2年（899年）、太保・門下侍郎の位に進められた。ときに崔胤は政権を専断しており、彦若が官位で上回っていることが面白くなかった。光化3年（900年）9月、彦若は検校太尉・同平章事・広州刺史・清海軍節度使として出向した。天復元年（901年）、広州で死去した。

## 家族
武周のときの司刑寺少卿の徐有功の六世の孫である。
- 玄祖父：徐倫
- 高祖父：徐和玉
- 曾祖父：徐宰
- 祖父：徐陶
- 父：徐商[14]
- 弟：徐彦枢（太常寺少卿）
- 子：徐綰（天祐初年に司勲員外郎・兵部員外郎を歴任し、のちに戸部郎中・兵部郎中をつとめた）[2]

## 伝記資料
- 『旧唐書』巻179 列伝第129
- 『新唐書』巻113 列伝第38